# Asteria

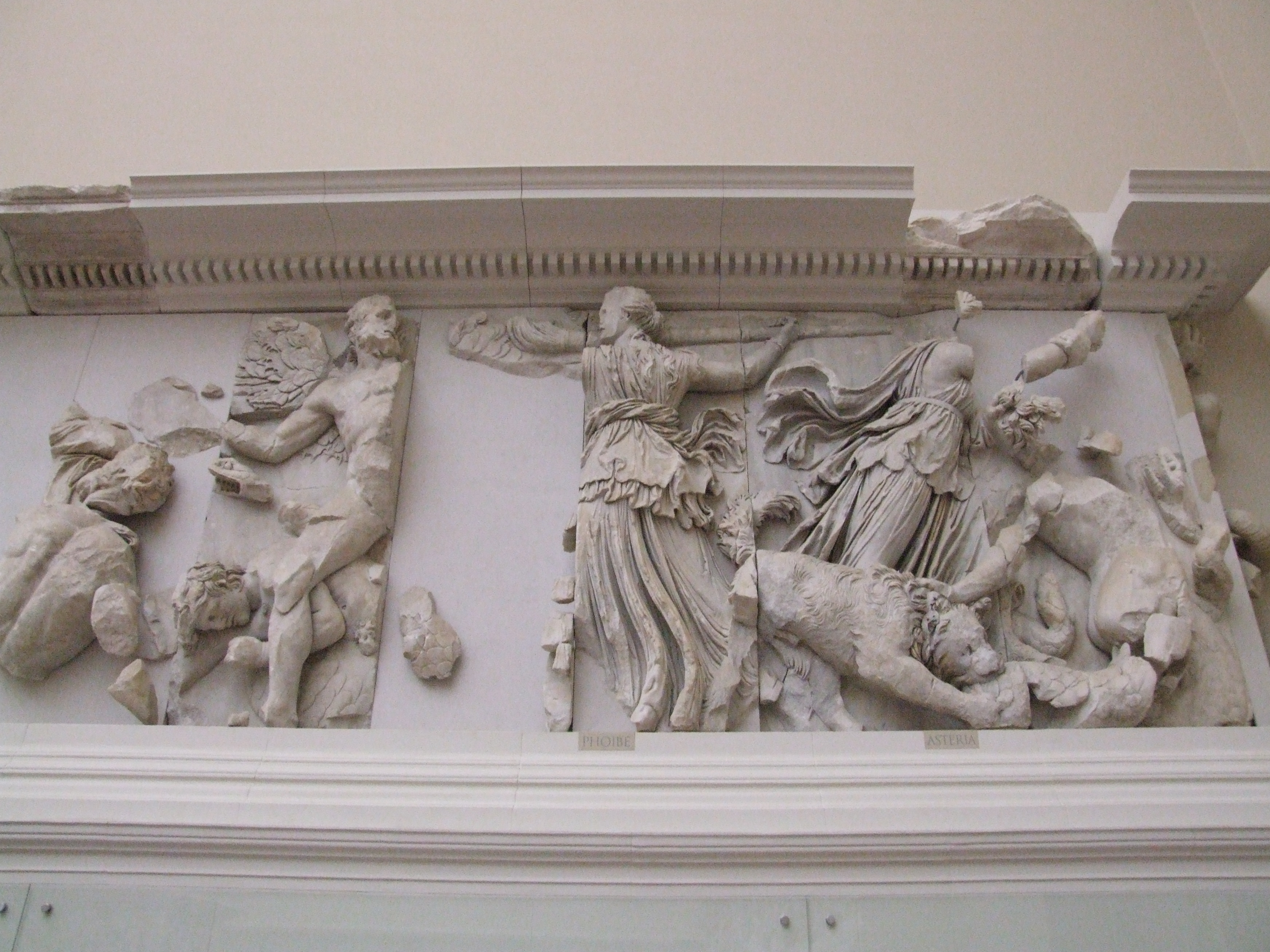
Febe y Asteria. Altar de Pérgamo. Berlín.

En la mitología griega, Asteria (del griego αστερια, ‘estrella’) era el nombre de varios personajes diferentes:
- Asteria, una titánide de segunda generación, hija de Ceo y Febe. Fue perseguida por Zeus, que intentaba tomarla, se arrojó al mar para escapar de él. Así se convirtió en la isla errante llamada por unos Asteria y por otros Ortigia. Más adelante se le cambió el nombre por el de Delos. En algunas tradiciones se cuenta que Asteria se transformó en codorniz para evitar a Zeus. «Ortigia» significa «isla de las codornices». Algunos autores consideran a Asteria como la madre de Hécate, que sería fruto de su unión con el titán Perses.[1]
- Asteria, Astris o Ástride, hija de Helios y de Clímene,[2] o Ceto,[3]o bien se trata de una de las helíades.[4] Sea como fuere fue la madre de Deríades, el principal enemigo de Dioniso, que aparece en las Dionisíacas. Astris había engendrado a su hijo en unión con el río Hidaspes.
- Asteria, una de las Alciónides, hija del gigante Alcioneo.[5] Fue convertida en alción por Anfitrite, como el resto de sus hermanas.[6]

- Asteria, el nombre con el que Tzetzes menciona a Asterodea, la hija de Deyón y Diomede que se convirtió en esposa de Foco y en madre de Panopeo y Criso.[7]
- Asteria, una de las Danaides; su esposo fue Queto, hijo de Egipto.[8]
- Asteria, una hija de Corono y madre, por Apolo, del adivino Idmón.[9]
- Asteria, según Estéfano de Bizancio, era hija de un tal Hideo y madre de Hidiso, por Belerofonte. Su hijo fue célebre por fundar una ciudad en Caria que llevó su nombre, Hidiso.[10]
- Asteria, la novena de las amazonas a las que mató Heracles cuando fue a buscar el cinturón de Hipólita. Las amazonas (de las que Hipólita era la reina) sabían que Heracles era invencible pero aun así lucharon contra él.[11]
- Asteria, una doncella ateniense que fue una de las víctimas sacrificiales para el Minotauro.[12]